# Эбботт, Гарольд
Гарольд «Банни» Луис Эбботт (англ. Harold "Bunny" Louis Abbott; 17 июня 1882 — 16 января 1971) — новозеландский регбист, один из членов «Ориджинал Олл Блэкс». Дядя новозеландского игрока в регбилиг Эдвина Эббота.

## Биография
Эбботт занимался регби во время службы в Южной Африке и участии во второй англо-бурской войне. Дома играл за команды провинций Таранаки и Уангануи с 1904 по 1914 годы. В 1904 году в составе объединённой сборной провинций Таранаки, Уонгануи и Манавату сыграл против британской сборной в матче, завершившемся нулевой ничьей. В 1907 году выступал в составе сборной Северного острова, укомплектованной игроками из Веллингтона, которая провела игру против «Олл Блэкс». Последнюю серьёзную игру на клубном уровне провёл в 1908 году против «Британских и ирландских львов» за «Уонгануи».
В активе Эбботта 11 матчей за сборную Новой Зеландии: единственный тестовый прошёл 1 января 1906 года против Франции, где он набрал 8 очков (две попытки). Участвовал в турне первой новозеландской сборной «Ориджинал Олл Блэкс» по Великобритании, Франции и Северной Америке, сыграв 10 матчей — большее число он не мог провести из-за инфекции и болей в ноге. В играх занёс 15 попыток, трижды оформлял хет-трики по попыткам в матчах против «Хартлпула», «Манстера» и «Челтнема». Из-за болей в ногах пропустил турне 1907 года сборной, известной как «Олл Голдз». Также прославился одним матчем за команду Британской Колумбии против сборной Новой Зеландии: канадскому клубу крайне не хватало игроков, и Эбботт согласился сыграть против своей же сборной.
После игровой карьеры работал в сфере организации скачек на Северном острове. Похоронен на кладбище Кельвин-Гроув в Палмерстон-Норте.